# Izna
Izna (arab. إذنا) – miasto w Autonomii Palestyńskiej (Zachodni Brzeg). Według danych szacunkowych na rok 2012 liczy 21 698 mieszkańców.